# Parc national du Mont Elgon
Le parc national du Mont Elgon est un parc national situé à 140 km environ au nord-est du lac Victoria. Le parc couvre une aire de 1 279 km2 de part et d’autre de la frontière entre l’Ouganda et le Kenya, dont 1 110 km2 en Ouganda et 169 km2 au Kenya. La partie kenyane du parc fut classée en 1968 et la partie ougandaise en 1992. Il doit son nom au mont Elgon, volcan éteint culminant à 4 321 mètres sur la frontière ougando-kenyane.

## Climat

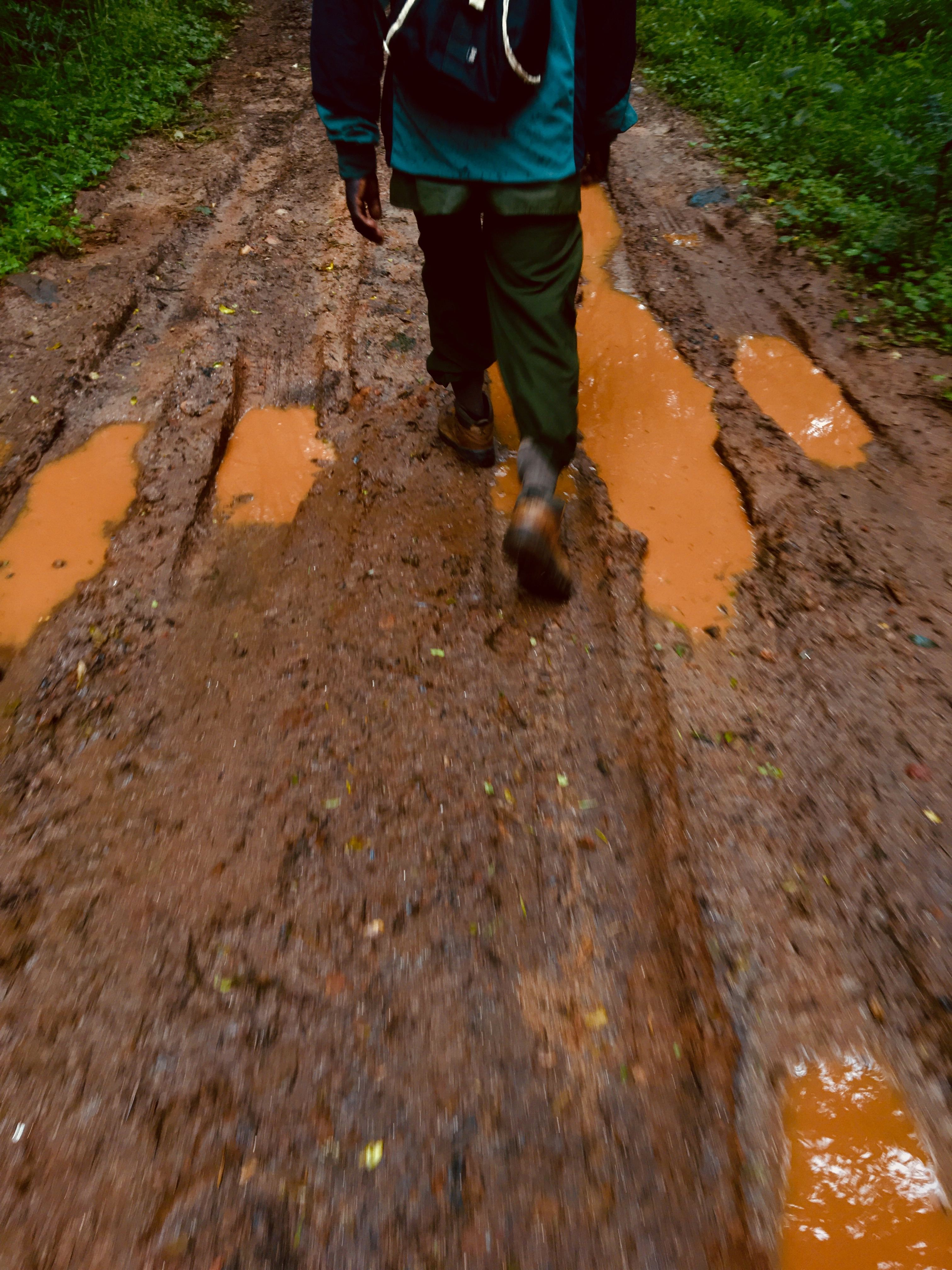
Randonnée sur un sentier détrempé (octobre 2019).

Le climat est doux à frais, humide à relativement sec. Les précipitations annuelles atteignent 1 270 mm. La saison sèche court de juin à août et de décembre à mars, mais des précipitations peuvent tomber toute l’année.

## Végétation
Les pentes du mont Elgon accueillent une végétation riche et variée selon l’altitude, de la forêt de montagne aux brandes d'altitude parsemées de lobélies géantes et de Dendrosenecios. Les basses altitudes sont couvertes d’Olea hochstetteri, une sous-espèce d’Olea capensis et de forêt humide d’Aningueria adolfi-friedericii. Plus haut, ces essences laissent la place à l’Afrocarpus gracilior puis à une zone alpine mixte composée de Podocarpus et de bambou arudinaria. Encore plus haut, l’Hagenia abyssinica fait son apparition. Les sommets sont occupés par des brandes couvertes de bruyère arborescente, de Philippia trimera et d'herbes telles que l’Agrostis gracilifolia, la Festuca pilgeri, des alchémilles et des arbrisseaux du genre Helichrysum.
Des 400 espèces botaniques recensées dans le parc, les suivantes ne se rencontrent que dans les forêts décidues de haute altitude : Ardisiandra wettsteinii, Carduus afromontanus, Echinops hoehnelii, Ranunculus keniensis et Romulea keniensis.

## Faune

### Mammifères
Les éléphants et les buffles occupent les altitudes les plus basses. Le parc abrite également plusieurs espèces de petites antilopes et de duikers ainsi que des singes de forêt tels que le colobe noir et blanc et le singe bleu. Des cercopithèquse ascagnes y ont été aperçus après avoir été présumés localement disparus.

### Oiseaux
Au moins 144 espèces d’oiseaux coexistent dans le parc, dont le francolin de Jackson, le pigeon de Delegorgue, le touraco de Hartlaub, le souimanga tacazze et le gypaète barbu, l’existence de ce dernier étant menacée par le peu d’espace vital à sa disposition.

### Invertébrés
Le Notogomphus maathaiae (en), une espèce de libellule en danger, y fut découverte en 2005 et baptisée en hommage à la lauréate du prix Nobel de la paix Wangari Muta Maathai. La moitié des espèces de papillons endémique en Ouganda sont présentes dans le parc.

## Relief
En plus du mont Elgon, le parc abrite de nombreuses falaises, grottes, chutes d’eau, sources chaudes, gorges, mesas et calderas.
Quatre grottes sont accessibles et les éléphants et les buffles viennent, à la tombée de la nuit, y lécher le sel recouvrant leurs parois. Ceci a largement contribué, au fil des ans, à la formation desdites grottes.
Endebess Bluff offre une vue panoramique sur les escarpements, gorges, mesas et rivières. Le pic culminant du mont Elgon, sur le versant kenyan, peut être atteint en deux heures de marche depuis la route.

## Gestion
Avant la colonisation, la région autour du mont Elgon était gérée sur la base de structures et règles de pouvoir indigènes qui interdisaient l’exploitation excessive des ressources naturelles des zones de haute altitude, administrées en commun. La densité de population était alors plusieurs fois inférieure à ce qu’elle est actuellement et la demande n’excédait guère l’offre.
Le protectorat d’Ouganda classa le versant ougandais comme réserve forestière, sous la gestion du département des forêts, en 1929. En 1937, la frontière fut affinée mais plusieurs zones déclassées pour permettre aux populations locales de s’y établir. En 1940, la région devint la Forêt royale du Mont Elgon avant d’être classée réserve forestière centrale en 1951.
En 1983, le gouvernement ougandais autorisa l’habitation d’une aire de 6 000 hectares par les Benet-Ndorobo. 1 500 hectares supplémentaires furent occupés illégalement. La zone demeura officiellement partie de la réserve jusqu’en 2002, où elle fut déclassée. En janvier 1994, la réserve fut convertie en parc national bien que l’exploitation du bois se poursuive çà et là.